# Итальянский институт Африки и Востока
Итальянский институт Африки и Востока (итал. L'Istituto Italiano per l'Africa e l'Oriente, IsIAO) — итальянская общественная некоммерческая организация, подчинённая МИДу и основанная на членстве (300 членов). Это крупнейший в Италии центр востоковедения и африканистики, а также развития сотрудничества Италии со странами Африки и Азии в области культуры.
Институт объединяет научно-исследовательские центры, организует выставки, конференции и специализированные семинары, публикует журналы и научные издания, с 1950-х годов проводит курсы африканских и восточных языков и культур, реставрацию архитектурных памятников (например, Персеполис в Иране) и программы сотрудничества в области сохранения и реставрации, подписывая соответствующие соглашения и вступая в партнерские отношения с академическими учреждениями и университетами Италии и других стран с помощью своих членов и значительного числа экспертов и преподавателей в области африканистики и востоковедения.
Институт расположен в Риме на улице Via Ulisse Aldrovandi, 16.

## История
Институт был основан в 1995 году в результате слияния Института Ближнего и Дальнего Востока, основанного в 1933 году Джованни Джентиле и Джузеппе Туччи, с Итальянско-африканским институтом, основанным в 1906 году. Со дня своего основания и до 2012 года институт возглавлял профессор Герардо Ньоли.
Кроме того, для продвижения и координации международной научной деятельности он использует сеть из более чем 120 соглашений и конвенций в Италии и за рубежом с университетами, министерствами, академиями и исследовательскими организациями. Научный вклад, который Институт внёс и до сих пор вносит, в более широкое знание различных аспектов (исторических, лингвистических, художественных, культурных, религиозных и так далее) древних цивилизаций Африкаи и Азии, свидетельствует о постоянной приверженности и самоотверженности, в лучших традициях итальянской школы африканистов и востоковедов.

## Структура
В дополнение к своей штаб-квартире в Риме IsIAO также включает 3 секции в Италии, Милане, Равенне и Фано, и три филиала за рубежом, в Киото, Шанхае и Сайду-Шарифе. Институт работает уже более 50 лет, особенно в области археологии. Киотскоий филиал был основан в 1982 году, проводит исследования, конференции и публикации по Япония и Восточной Азии. Филиал в Шанхае был создан в 2007 году и под руководством профессора Джордж Casacchia укрепляет связи с Китаем в различных видах деятельности института.

## Исследования
Через институтсуий центр раскопок и археологических исследований (итал. Centro Scavi e Ricerche Archeologiche) и многие научно-исследовательские центры (биоархеологии, лексикографии и так далее) институт уже более пятидесяти лет организует археологические, этнографические и этно-лингвистические экспедиции.
Институт в настоящее время работает в Афганистане, Армении, Китае, Иордании, Иране, Ираке, Казахстане, Мали, Непале, Омане, Пакистане, Судане, Таджикистане, Таиланде, Тунисе, Туркменистане, Узбекистане и Йемене. Постоянная, также, всегда была приверженность института в развитие и сохранение культурного наследия в Азии и Африке, в том числе через проекты сотрудничества, в том числе это стоит упоминается и о создании в Китае «Центр сохранения и восстановления исторического и культурного наследия» в Xi'an и китайско-итальянского сотрудничества Учебного центра по сохранению и реставрации культурных Свойства в Пекин.

## Документальное наследие и музейные коллекций
Библиотека IsIAO, которая разделена на две части, африканскую и восточную, и включает редкие и ценные коллекции (рукописи, гравюры, старинные издания, карты, фотографии и так далее).
Особое значение имеют, в частности, Фонд Туччи, состоящий из около двадцати пяти тысяч томов, в том числе несколько гравюр и рукописей на тибетском языке и богатый ассортимент буддийских текстов в китайской традиции. 
В 2012 году по причинам финансового характера Институт был ликвидирован.